# کالیه فراته رومین
کالیه فراته رومین (انگلیسی: Căile Ferate Române) شرکت دولتی ترابری ریلی رومانیایی است، که در سال ۱۸۸۰ تأسیس شد.